# أوسكار رودريغيز
أوسكار رودريغز أرنايز (بالإسبانية: Óscar Rodríguez Arnaiz)‏ هو لاعب كرة قدم إسباني في مركز الوسط الهجومي ولد في يوم 28 يونيو 1998 في مدينة طلبيرة في إسبانيا، يلعب حاليًا مع نادي إشبيلية الإسباني، شارك مع منتخب إسبانيا تحت 17 سنة لكرة القدم في بطولة أمم أوروبا تحت 17 سنة.

## روابط خارجية
- أوسكار رودريغيز على موقع الاتحاد الأوربي (الإنجليزية)
- أوسكار رودريغيز على موقع قاعدة بيانات كرة القدم.إي يو (الإنجليزية)
- أوسكار رودريغيز على موقع ناشيونال فوتبول تيمز (الإنجليزية)
- أوسكار رودريغيز على موقع Soccerway.com (الإنجليزية)
- أوسكار رودريغيز على موقع عالم كرة القدم.نت (الإنجليزية)